# آق تشة كند (كلخوران)
آق تشة كند (بالفارسية: آق‌چه‌کند) هي منطقة سكنية تقع في إيران في قسم كلخوران الريفي. يقدر عدد سكانها بـ 434 نسمة بحسب إحصاء 2016.